# Darasana linta
Darasana linta är en fjärilsart som beskrevs av Corbet 1941. Darasana linta ingår i släktet Darasana och familjen juvelvingar. Inga underarter finns listade i Catalogue of Life.